# 變色彎線䲁
變色彎線䲁（學名：Helcogramma ememes），為輻鰭魚綱䲁形目三鰭䲁科彎線䲁屬的一個種，2007年，由沃特·霍勒曼 (Wouter Holleman)對其進行了描述，分布於西印度洋肯亞至塞席爾群島，南至莫三比克海域，深度0至12公尺，本魚體型小呈圓柱狀，眼眶上有觸鬚，頸背、背鰭及臀鰭基部無鱗，尾鰭基部有2排鱗，雄魚呈棕色，身上有三條窄的白色鞍狀斑紋，頭部下半部呈黑色，背鰭硬棘16-17枚、背鰭軟條10-11枚、臀鰭硬棘1枚、臀鰭軟條18-20枚，體長可達3.9公分，棲息在珊瑚礁及岩礁區，以藻類為食，雌魚產附著性卵在藻類築的巢，雄魚會守護卵，幼魚為浮游性，生活習性不明。